# Кафиристан (исторический регион)

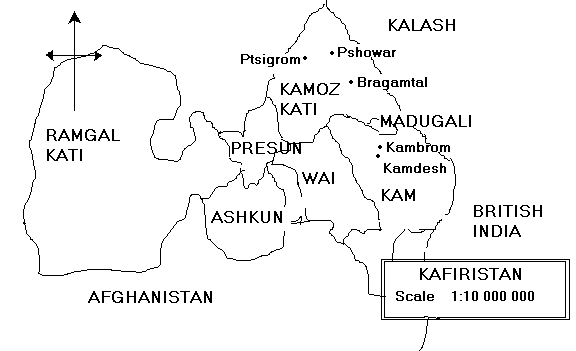
Карта Кафиристана до его обращения в ислам в 1890-х годах

Кафиристан (пушту کافرستان‎) — историческое название территории современной афганской провинции Нуристан и окрестных территорий (в том числе части современного Пакистана), которая до начала 1896 года была независима от Афганистана. Её население представляло собой общность нескольких племён, исповедовавших политеистическую религию и имевших собственную культуру, отличную от афганской.

## Этимология
Название «Кафиристан» в переводе с фарси означает «страна кафиров», то есть «неверных». «Кафирами» в мусульманском мире так называют людей, исповедующих любую политеистическую религию, а также атеизм. Однако существует и иная версия происхождения названия: оно, возможно, происходит от искажённого «Капиш», древнего санскритского названия этого региона.

## География
Границы Кафиристана разными исследователями определялись по-разному, какой-либо общепринятой точки зрения на этот счёт не существует. Бабур-наме помещает Кафиристан к югу от Бадахшана. В немецком энциклопедическом словаре Мейера издания 1888 года (то есть вышедшего до афганского завоевания территории) было указано, что в узком смысле под Кафиристаном понимается территория площадью в 12950 км² к северо-востоку от Кабула, в широком — территория площадью 51687 км² и населением в 500 тысяч человек, расположенная между Афганистаном и Британской Индией, не контролируемая (на тот момент) ни одним из указанных государств; площадь современной провинции Нуристан составляет всего 9225 км². Согласно энциклопедии «Британника» 1911 года, территория Кафиристана ограничена долинами рек Алингар, Печ, Ландай-Син и Кунар, являющихся притоками Кабула.

## История
Об истории Кафиристана до прихода туда европейцев сохранилось очень мало сведений, хотя известно, что в VII веке китайский путешественник Сюань Цзан описывал этот регион под названием «Кай-пи-ши», который на момент его появления там был процветающим буддийским королевством, во главе которого стоял человек из варны кшатриев.
Первым европейцем, побывавшим в Кафиристане, считается португальский миссионер Бенту ди Гомес, посетивший регион в самом начале XVII века. В 1826 и 1828 годах в Кафиристане, возможно, побывал британский путешественник Александер Гарднер. Первым же из европейцев достоверные и обширные сведения о Кафиристане оставил побывавший там британский военный врач Джордж Скотт Робертсон, ветеран Второй англо-афганской войны и впоследствии британский политический агент в индийском туземном княжестве Читрал, — он исследовал Кафиристан в 1890—1891 годах и был последним европейцем, посетившим регион до его завоевания афганцами.
В 70-х и 80-х годах XIX века Кафиристан стал объектом изучения британских экспедиций и геодезических миссий. Ему было посвящено несколько докладов, представленных на заседаниях Королевского географического общества в Лондоне.
После подписания в 1893 году между Великобританией и Афганистаном соглашения об установке Линии Дюранда восточная (меньшая) часть условного Кафиристана отошла к зависимому от британцев Читралу, западная (большая) признавалась сферой интересов Афганистана. Воспользовавшись этим соглашением, афганский эмир Абдур-Рахман ещё до заключения соглашения начал завоёвывать территории хазарейцев, условно относимых к Кафиристану, а в 1895 году начал завоевание «собственно Кафиристана». Датой завоевания территории считается 21 января 1896 года; это событие привлекло в то время внимание международной прессы. Последним племенем, подчинённым Абдур-Рахману, стало племя рамгульцев (Ramguli). После завоевания из Кафиристана было вывезено большое количество различных артефактов (деревянные скульптуры предков, ритуальные троны и так далее), впоследствии ставших экспонатами афганских и западных музеев; некоторые из них сохранились до настоящего времени.
Население на отошедших к Афганистану территориях Кафиристана после присоединения подверглось интенсивной исламизации. Часть крупнейшего племени кати бежала из захваченной страны на контролируемые британцами территории, однако общины утратили свою религию к 1930-м годам, перейдя в ислам. Племя калаша, изначально оказавшееся к востоку от Линии Дюранда, в значительной степени сохраняло свою религию до 1970-х годов, когда пакистанскими властями была начата его исламизация. В настоящее время исконная политеистическая религия Кафиристана исповедуется примерно половиной уроженцев этого племени (около 3000 человек) на северо-западе Пакистана, в горах.

## Упоминания в литературе и кино
- В Кафиристане происходит действие повести Редьярда Киплинга «Человек, который хотел стать царём».
- В 1975 году по мотивам литературного произведения режиссёром Джоном Хьюстоном был снят одноимённый фильм.
- Путешествие в Кафиристан фильм, Германия, 2001 г.